# 庄诗美
庄诗美（1965年—），生物学家，中山大学生命科学学院教授，曾作出“在世界上首次证实 apoptin 通过不依赖p53途径诱导多种人癌细胞株的凋亡”等贡献，中国教育部第四批"长江学者"特聘教授。丈夫为同为长江学者的郑利民

## 生平
1987年于上海医科大学临床医学系毕业，1992年获同校儿科学临床医学博士学位，毕业后在同校基础医学院任教。
1993年离开中国，1999年取得细胞生物学博士学位。2002年起回到中国并在中山大学生化与分子生物学科任教授。